# OpenDocument
De OpenDocument-indeling (ODF), oftewel het OASIS Open Document Format for Office Applications, is een open standaard voor het bewaren en/of uitwisselen van tekstbestanden, rekenbladen, grafieken en presentaties. De OpenDocument-standaard werd ontwikkeld door het OASIS-consortium, vanuit de XML-gebaseerde bestandsindeling van onder meer OpenOffice en LibreOffice.
OpenDocument is sinds 11 november 2006 een officieel door de ISO gepubliceerde standaard. Deze officiële standaard 26300:2007 kan worden aangeschaft op de NEN-website. Een onofficiële, niet-ISO-, maar verder identieke, gratis versie kan worden gevonden op de website van OASIS.
De laatste versie van de specificatie is ODF 1.3 uit 2021.

## Kenmerken
De OpenDocument-standaard kan bestudeerd en/of geïmplementeerd worden zonder beperking.
De belangrijkste bestandsextensies voor documenten (.od?) en bijhorende sjablonen (.ot?) (t van template):
- .odb voor databank
- .odc voor grafiek, .otc voor grafieksjabloon (c van chart)
- .odf voor formule en wiskundige vergelijking, .otf voor formulesjabloon (f van formula)
- .odg voor (vector)tekening, .otg voor tekeningsjabloon (g van graphic)
- .oth voor webpaginasjabloon (h van html)
- .odi voor afbeelding, .oti voor afbeeldingssjabloon (i van image)
- .odm voor hoofddocument (m van master)
- .odp voor presentatie, .otp voor presentatiesjabloon (p van presentation)
- .ods voor rekenblad, .ots voor rekenbladsjabloon (s van spreadsheet)
- .odt voor tekst, .ott voor tekstsjabloon

De inhoud van een OpenDocument-document kan bestaan uit een enkel XML-bestand, maar zal meestal bestaan uit meerdere bestanden, die gecomprimeerd zijn en als één bestand worden gebundeld met behulp van ZIP. Deze vorm wordt vrijwel exclusief gebruikt omdat die kleiner is en binaire gegevens kan bevatten. Wanneer men zo'n zipbestand uitpakt, komen er in ieder geval de volgende XML-bestanden uit:
- content.xml
- meta.xml
- settings.xml
- styles.xml

Daarnaast kunnen eventuele afbeeldingen in het bestand zitten en andere bestanden, afhankelijk van de inhoud en functie van het document. Ook kunnen besturingssystemen er informatie aan toevoegen, zoals thumbnails.

## Ingebruikname
Het garanderen van langetermijntoegang tot data zonder technische of wettelijke barrières is een hoofddoel van open indelingen als OpenDocument. Hierdoor zijn overheden zich in steeds toenemende mate bewust van het gebruik ervan als een aandachtspunt in het openbaar beleid.
Verwacht wordt dat het in gebruik nemen van het ODF geleidelijk plaats zal vinden, vooral gedreven door overheden. De mogelijke ingebruikname van ODF door de staat Massachusetts zorgde voor ophef in de ICT-wereld.

### Belgische overheid
Op 23 juni 2006 heeft de Belgische federale regering beslist dat het ODF-formaat als een van de open standaarden in aanmerking komt om documenten uit te wisselen tussen de verschillende Belgische overheden.

### Nederlandse overheid
In de Motie Vendrik wordt de regering verzocht ervoor te zorgen dat in 2006 alle door de publieke sector gebruikte software aan open standaarden voldoet.
Op 17 september 2007 lanceerde staatssecretaris Heemskerk een actieplan rondom open standaarden waarin alle Rijksdiensten vanaf april 2008 het Open Document Format (ODF) moeten ondersteunen. Sinds 1 januari 2009 moeten alle overheden, zoals gemeenten, provincies en waterschappen, hun documenten ook in .odf aanbieden. Zo kunnen ambtenaren van de gemeente Amsterdam nu via hun intranet gebruikmaken van een odf-converter.

## Ondersteuning
Van de diverse programma's en toepassingen die reeds de ODF-standaard ondersteunen, is OpenOffice.org (opgevolgd door LibreOffice) het bekendst. Dit kantoorsoftwarepakket had als eerste ondersteuning voor ODF en gebruikte dat ook als eerste als standaard voor zijn bestandsformaten. Sinds versie 1.5 van KOffice gebruikt dit kantoorsoftwarepakket ook de OpenDocument-indeling als standaard.

### Microsoft Office
Het OpenDocument-formaat is een open alternatief voor de Microsoft-indelingen DOC, XLS en PPT en ook voor Microsofts Office Open XML (OOXML) die het standaardformaat van Microsoft Office 2007 vormt. In 2007 werd echter geconcludeerd dat de uitwisseling ervan nog niet optimaal was.
Sinds Microsoft Office 2007 Service Pack 2 ondersteunt Microsoft Office het ODF-bestandsformaat.